# Distribuzione di energia elettrica

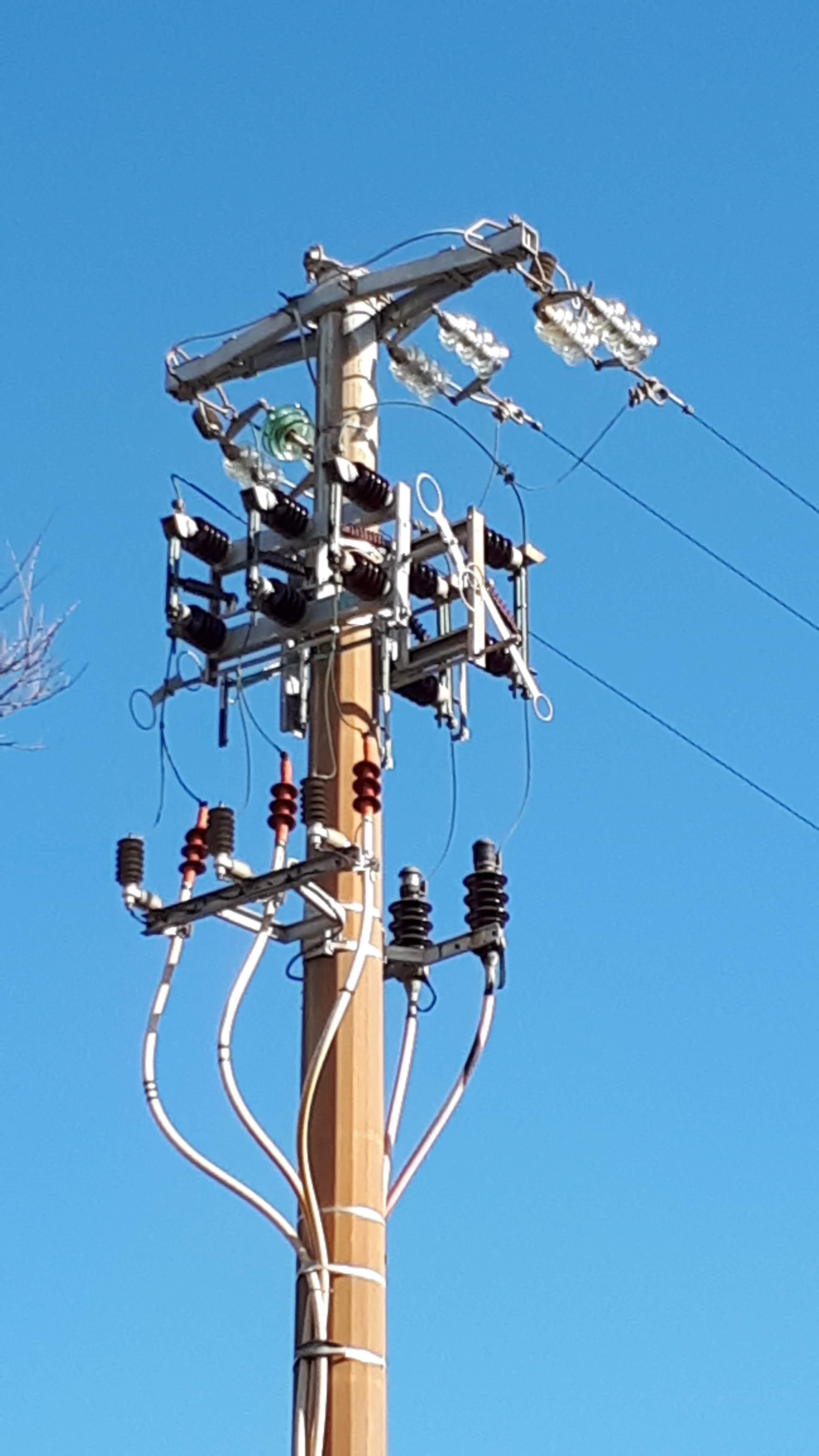
Una linea elettrica aerea che alimenta due linee in cavo all'ingresso di una cabina secondaria di trasformazione da 15 kV a 230/400V

La distribuzione di energia elettrica, nell'ingegneria elettrica, è l'ultima fase nel processo di consegna dell'energia elettrica all'utente finale dopo la produzione e la trasmissione e si realizza attraverso un'infrastruttura di rete tipica qual è la rete di distribuzione elettrica capillare fino agli utenti o utilizzatori finali.

## Generalità
Generalmente tale rete comprende linee elettriche a media tensione (tra 1 e 35 kV) e linee a bassa tensione (tra 50 e 1000 V), impianti di trasformazione AT/MT (cabine primarie), trasformatori su pali o cabine elettriche a media tensione (cabine secondarie), sezionatori e interruttori, strumenti di misura. Le linee ad alta tensione (tra 35 e 400 kV) fanno invece parte della rete di trasmissione che alimenta la rete di distribuzione.
Il trasporto su lunga distanza è più efficiente operando ad alta tensione. Avvicinandosi all'utente finale, invece, la tensione necessita di essere progressivamente abbassata per motivi di sicurezza (si abbassa il rischio di folgorazione) e anche perché generalmente i carichi elettrici delle utenze industriali e quelli delle utenze domestiche lavorano rispettivamente a media e bassa tensione.
In Italia mentre la trasmissione su lunghe distanze è gestita da un unico operatore (Terna), per la distribuzione di energia elettrica fino agli utenti finali sono presenti numerose società. In ciascuna area la distribuzione viene data in concessione ad un unico operatore (monopolio naturale), mentre l'attività di vendita di energia è lasciata in capo a soggetti diversi che possono offrire proposte ai consumatori. È stata invece liberalizzata a più operatori l'attività di produzione con il cosiddetto Decreto Bersani, favorendo la libera concorrenza nel mercato elettrico.

## Sistemi di distribuzione
Nell'era pionieristica dell'elettricità, la produzione era effettuata in corrente continua e la consegna avveniva entro brevi distanze alla stessa tensione. Verso la fine del 1800, vi fu un rapido (seppure combattuto, con la cosiddetta Guerra delle correnti) passaggio alla corrente alternata con il sistema trifase, che permetteva il funzionamento di trasformatori statici ad alta efficienza e quindi la trasmissione e distribuzione a notevole distanza.
Gli elettrodotti portano l'energia ad altissima tensione (tra i 220 e i 380 kV) dalle centrali elettriche fino alle sottostazioni elettriche alle porte delle città o dei distretti di distribuzione. Qui, autotrasformatori di notevoli dimensioni (con potenze che vanno dai 100 ai 400 MVA) riducono la tensione secondo le esigenze della distribuzione primaria, con tensioni che possono essere di 150, 132 o 60 kV; attraverso elettrodotti aerei o interrati in cavo (con isolamento a olio o in gomma etilenpropilenica EPR), l'energia elettrica giunge negli impianti di trasformazione AT/MT (alta tensione / media tensione), denominati cabine primarie, dove, con trasformatori di potenza compresa tra i 10 e i 60 MVA, viene ulteriormente abbassata a una tensione che, a seconda dei distributori, può variare tra gli 8,4 kV (come nella rete di Roma) e i 20 kV, per essere immessa poi nella rete elettrica a media tensione.
L'elettricità prosegue su elettrodotti minori su tralicci e pali in aree di campagna, oppure in cavi isolati nel sottosuolo urbano, fino alle sottostazioni di media tensione (cabine secondarie). Nelle cabine secondarie di media tensione (MT) altri trasformatori (con potenze comprese tra 50 e 1.000 kVA) riducono la tensione al valore finale di consegna all'utente, in Italia 400 V trifase. Da questo punto fino al contatore dell'utente si può parlare di consegna di energia elettrica, la quale avviene utilizzando cavi isolati e, più raramente e nel caso di località rurali, su linee aeree su palo. La distribuzione dell'energia elettrica prosegue all'interno degli edifici/aziende attraverso gli impianti elettrici privati degli utenti finali per alimentare i vari carichi.
Gli avvolgimenti primari e secondari del trasformatore di consegna possono essere configurati a stella o a triangolo.
(Nota: esiste anche il collegamento a zig-zag che sebbene permetta di unire i vantaggi degli altri due e riequilibrare i carichi squilibrati è caduto in disuso per ragioni economiche)
Le combinazioni possibili sono:
- triangolo-triangolo
- triangolo-stella
- triangolo-zig-zag

- stella-stella
- stella-triangolo
- stella-zig-zag

Il sistema più usato nel mondo e anche in Italia è il triangolo-stella.
In questa configurazione, il centro stella del secondario, chiamato neutro, viene collegato a un impianto di dispersione (puntazze infisse nel terreno) nei pressi del trasformatore; dopo di che, viene consegnato alle abitazioni assieme a una delle tre fasi (si dice centro stella a terra o neutro a terra, prima delle utenze, trattasi di un regime di neutro detto TT, sistema monofase 230 V). In un sistema trifase a 400 V, la tensione presente tra fase e neutro è di 230 V. Agli utilizzatori maggiori (laboratori, industrie, ecc.) vengono consegnate tutte e tre le fasi più il neutro.
In alcune zone del mondo, e anche in poche zone d'Italia (in particolare nei pressi di Roma tra cui Ostia), viene usata una distribuzione bifase: nelle case vengono portate due fasi di un sistema trifase con tensione fase-fase di 220 V. In questo caso, la tensione fase-neutro è di 127 V, e, in alcune nazioni, (per es. gli Stati Uniti) sono messe a disposizione entrambe le tensioni su prese differenti. La tensione minore è usata per l'illuminazione, mentre la maggiore è impiegata per alimentare grossi carichi per elettrodomestici come lavatrici e condizionatori.

### Schema di distribuzione
Per quanto riguarda lo schema della rete di distribuzione essa può essere principalmente in quattro tipi:
- radiale;
- radiale a circuiti paralleli;
- ad anello;
- a maglia.

### Messa a terra
In cabina di trasformazione, il neutro dell'avvolgimento BT del trasformatore MT/BT può essere messo a terra, ovvero collegato alla maglia di terra della cabina. Per ridurre la resistenza di contatto, la stessa cosa è ripetuta in più punti lungo la linea di consegna. L'impianto elettrico privato è solitamente messo a terra attraverso un proprio impianto e con un proprio dispersore. In questo modo, in caso di guasto verso terra di un apparecchio, si crea una corrente di ritorno attraverso la terra che provoca lo scatto dell'interruttore differenziale di protezione.
Questo sistema è detto Terra-Terra (TT), poiché la corrente di guasto ritorna al neutro attraverso la terra.

### Contabilizzazione

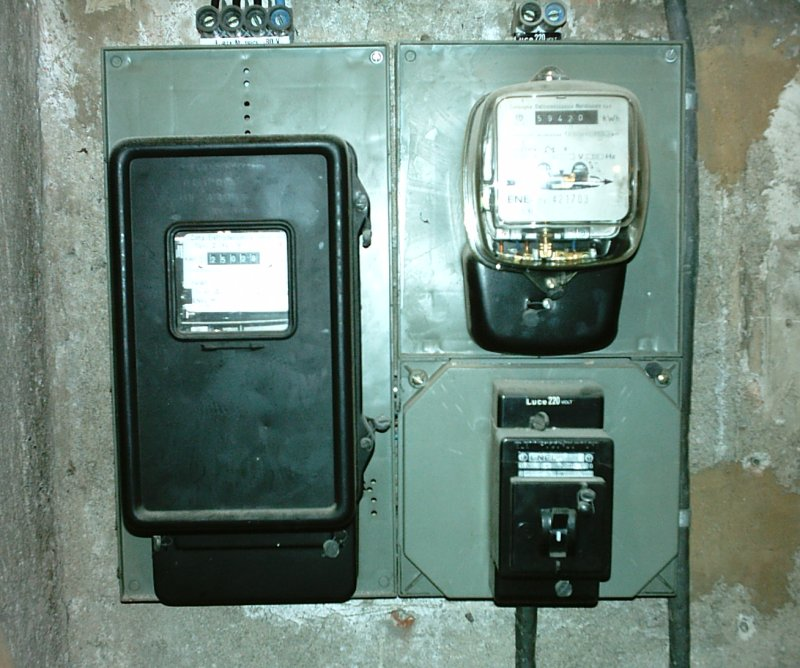
Un vecchio contatore monofase e uno trifase

La consegna a 230/400 V avviene attraverso un gruppo di misura dell'energia e di limitazione della potenza assorbita, che ha lo scopo di contabilizzare i consumi per la fatturazione con un contatore di energia e definire il punto di consegna ma, in Italia, non quello di offrire una prima protezione contro sovraccarichi e cortocircuiti in quanto si tratta di un semplice limitatore a sgancio elettronico e non di un interruttore magnetotermico.
Lo strumento è essenzialmente un wattmetro integratore elettromeccanico o, negli apparecchi recenti, elettronico, in grado di totalizzare l'energia attiva (potenza attiva integrata nel tempo) consumata.
Nelle consegne trifase rilevanti, viene contabilizzata a parte anche l'energia reattiva, sulla quale è applicato un sovrapprezzo, in quanto dannosa per l'ente erogatore e perché potrebbe essere ridotta con dei condensatori.

### Caratteristiche di fornitura
Le caratteristiche tecniche dell'energia elettrica consegnata al cliente sono stabilite dalla normativa elettrica e sono principalmente determinate da:
- Configurazione delle fasi: monofase, bifase o trifase;
- Tensione nominale: in Italia 400 V fase-fase, ovvero 230 V fase-neutro con tolleranza ±10% (questo secondo la norma tecnica CEI 8-6 Tensioni nominali dei sistemi elettrici di distribuzione pubblica a bassa tensione, diventata obbligatoria a seguito dell'entrata in vigore del Decreto-legge 24 gennaio 2012, n. 1, articolo 21, in materia di "Disposizioni urgenti per la concorrenza, lo sviluppo delle infrastrutture e la competitivita'");
- Frequenza: In Europa 50 Hz
- Corrente nominale massima (dipendente dal contratto di fornitura);
- Massimo sfasamento ammesso dall'azienda erogatrice;
- Stato del neutro e delle masse rispetto alla terra: TT, TN, TN-S, TN-C o TN-C-S (v. Sistemi di Terra);
- Corrente massima di cortocircuito (dichiarata al punto di consegna dall'ente erogatore);
- Massimo livello e frequenza dei transienti, delle sovratensioni temporanee e delle microinterruzioni;
- Continuità del servizio, garanzie contro i black-out;
- Alcuni gestori offrono la possibilità di tariffazione secondo fasce orarie ovvero intervalli/scaglioni di tempo durante l'arco delle 24 ore in cui il prezzo dell'energia elettrica venduta varia tipicamente in funzione della sua domanda assoluta (es. prezzi maggiori in corrispondenza del picco diurno, prezzi inferiori la sera e la notte). L'utente ha così il vantaggio di minimizzare le proprie spese scegliendo la fascia oraria di minor costo per i propri consumi di energia elettrica.

## In Italia
Precedentemente al processo di normalizzazione della rete elettrica nazionale, queste erano le tensioni d'esercizio (in volt), per illuminazione/applicazioni domestiche, nei principali centri cittadini:
Agrigento, 150/260

Alessandria, 160/280

Ancona, 127/220

Aosta, 150/260

Arezzo, 125/220

Ascoli Piceno, 127/260

Asti, 127/220

Avellino, 150/260

Bari, 150/260

Belluno, 125/220

Benevento, 150/260

Bergamo, 160/280

Bologna, 125/220

Brescia, 125/220

Cagliari, 150/260

Campobasso, 137/240

Caserta, 150/260

Catania, 150/260

Catanzaro, 150/260

Chieti, 150/260

Como, 125/220

Cosenza, 150/260

Cremona, 125/220

Ferrara, 125/220

Firenze, 160/275

(Fiume), 105/210

Foggia, 127/220

Forlì, 125/220

Frosinone, 150/260

Genova, 125/220

Gorizia*, 125/220

Gorizia*, 220/380

Grosseto, 150/260

Imperia, 125/220

L'Aquila, 127/220

Lecce, 150/260

Livorno, 150/260

Lucca, 150/260

Macerata, 127/220

Mantova, 125/220

Massa, 125/220

Matera, 127/220

Messina, 150/260

Milano*, 160/160

Milano*, 160/280

Modena, 125/220

Napoli, 150/260

Novara, 125/220

Padova, 130/230

Palermo, 150/250

Parma*, 125/250

Parma*, 150/300

Pavia, 125/220

Perugia, 127/220

Pesaro, 127/220

Pescara, 127/220

Pisa, 110/190

Pistoia, 150/260

(Pola), 220/380

Potenza, 127/220

Ravenna, 127/220

Reggio Calabria, 125/220

Reggio Emilia*, 125/220

Reggio Emilia*, 150/260

Rieti, 127/220

Roma*, 105/105

Roma*, 125/220

Sassari, 150/260

Savona, 150/260

Siracusa, 150/260

Sondrio, 110/190

Taranto, 150/260

Teramo, 127/220

Terni, 120/210

Torino, 125/220

Trapani, 125/220

Trento, 220/220

Treviso, 125/220

Trieste*, 110/110

Trieste*, 125/220

Udine, 125/220

Varese, 125/220

Venezia, 125/220

Vercelli*, 125/220

Vercelli*, 160/160

Verona, 125/220

Vicenza, 125/220

Viterbo, 140/240

(Zara), 150/300

* = Due diverse aziende elettriche con tensioni d'esercizio differenti.
La normalizzazione delle tensioni cominciò nel 1950. Da quella data, tutte le nuove reti di distribuzione di corrente dovevano essere almeno predisposte a lavorare alle tensioni di 125 o 220 V nei circuiti monofase e alle tensioni concatenate di 220 o 380 V per i trifase (implicando quindi una tensione di fase di 125 o 220 V). Restavano consentite reti funzionanti a 160-275 V e loro ampliamenti, purché non interessassero zone servite con la nuova tensione normale. L'uniformazione della tensione era prevista entro il 1960 per le reti che non fossero esercite nelle tensioni ancora tollerate di 160-275 V, mentre per queste ultime era prevista una graduale trasformazione dopo il '60.
Ancora più complessa la normalizzazione delle frequenze elettriche delle diverse reti (in precedenza a 42 o 45 Hz) - assolutamente necessaria per consentirne l'interconnessione - perché necessita di intervenire sulle macchine primarie delle centrali, turbine e alternatori. Questa revisione delle frequenze iniziò già negli anni '40, per interrompersi a causa del secondo conflitto mondiale. Ma nel 1947, dopo le devastazioni della guerra, nell'Italia centrale e meridionale le reti elettriche vennero ricostruite già con la prevista frequenza standard di 50 Hz. Poi, nell'Italia settentrionale, si iniziò a portare a 50 Hz le reti del Piemonte, parte della Lombardia, il Trentino e l'Alto Adige. Nel 1952 verranno portate a 50 Hz le reti di Milano e provincia, alcuni comuni della provincia di Como, della provincia di Sondrio e della provincia di Novara. Nello stesso anno seguiranno le zone venete di Belluno, Rovigo, Verona e Vicenza, e zone emiliane di Ravenna. Successivamente verrà completata la normalizzazione della frequenza nelle altre reti lombarde di Brescia, Cremona, Modena, Parma, Piacenza, nella rete veneta di Venezia e in quelle friulane di Udine e Gorizia.
A partire dagli anni sessanta la consegna e la distribuzione dell'energia elettrica in Italia veniva svolta in regime di monopolio pubblico da parte dell'Enel; negli anni novanta il settore è stato progressivamente privatizzato e liberalizzato a più gestori (decreto legislativo n. 79 del 1999), e attualmente diverse aziende tra cui società private e municipalizzate svolgono il servizio producendo in proprio l'energia o acquistandola alla borsa elettrica da produttori e trasportatori. Attualmente invece è Terna la società che in Italia si occupa di gestire tutti gli aspetti legati alla trasmissione dell'energia elettrica sulla rete nazionale ad alta e altissima tensione.
Nel 2012 le tensioni di 125 (già di fatto abbandonata), 220 e 380 V furono rese obsolete e le norme di legge divennero 230 V di fase e 400 V tra fasi concatenate, recependo la norma CEI 6-8.

### Contatore elettronico
I misuratori elettronici (smart meter) sono stati installati presso quasi tutti gli utenti finali, sulla spinta della flessibilità tariffaria propugnata dall'AEEG, seguendo una tempistica di installazione pianificata dalla delibera n. 292/2006. Nel 2007 si è conclusa l'installazione dei contatori elettronici per gli utenti in media tensione, mentre nel 2011 l'installazione copriva il 95% delle utenze in bassa tensione.
I contatori elettronici permettono la misura della potenza attiva e potenza reattiva immesse e prelevate; l'utente può quindi fornire energia alla rete, e ciò incentiva l'autoproduzione e l'uso delle fonti rinnovabili (in particolare gli impianti fotovoltaici). Tali contatori permettono inoltre di applicare tariffe diversificate per fasce orarie, spingendo gli utenti all'utilizzo degli elettrodomestici al di fuori delle ore di punta, e riflettendo giustamente il valore dell'energia elettrica sulla borsa dell'energia.

### Dettaglio consumatori per classi di potenza contrattuale
Il dettaglio della distribuzione di energia elettrica nel 2018 per classi di potenza contrattuale e relativi consumi elettrici dei clienti domestici residenti è la seguente:
| Classe di potenza | Numero di contratti | Incidenza | Consumo totale della classe (GWh) | Prelievo medio annuo per contratto (kWh) |
| ----------------- | ------------------- | --------- | --------------------------------- | ---------------------------------------- |
| fino a 1,5 kW     | 131.000             | 0,55%     | 103                               | 787                                      |
| più di 1,5 a 3 kW | 21.548.000          | 90,85%    | 43.379                            | 2.013                                    |
| più di 3 a 4,5 kW | 1.191.000           | 5,02%     | 3.945                             | 3.313                                    |
| più di 4,5 a 6 kW | 737.000             | 3,11%     | 2.985                             | 4.050                                    |
| più di 6 a 10 kW  | 81.000              | 0,34%     | 535                               | 6.637                                    |
| più di 10 a 15 kW | 24.000              | 0,10%     | 245                               | 10.092                                   |
| più di 15 kW      | 7.000               | 0,03%     | 131                               | 19.408                                   |
| Totale residenti  | 23.719.000          | 100,00%   | 51.323                            | 2.164                                    |

Il dettaglio della distribuzione di energia elettrica nel 2018 per classi di potenza contrattuale e relativi consumi elettrici dei clienti domestici non residenti è la seguente:
| Classe di potenza    | Numero di contratti | Incidenza | Consumo totale della classe (GWh) | Prelievo medio annuo per contratto (kWh) |
| -------------------- | ------------------- | --------- | --------------------------------- | ---------------------------------------- |
| fino a 1,5 kW        | 329.000             | 5,67%     | 94                                | 286                                      |
| più di 1,5 a 3 kW    | 4.706.000           | 81,07%    | 4.040                             | 858                                      |
| più di 3 a 4,5 kW    | 369.000             | 6,36%     | 780                               | 2.112                                    |
| più di 4,5 a 6 kW    | 327.000             | 5,63%     | 901                               | 2.755                                    |
| più di 6 a 10 kW     | 48.000              | 0,83%     | 268                               | 5.530                                    |
| più di 10 a 15 kW    | 18.000              | 0,31%     | 171                               | 9.575                                    |
| più di 15 kW         | 7.000               | 0,12%     | 173                               | 24.220                                   |
| Totale non residenti | 5.805.000           | 100,00%   | 6.426                             | 1.107                                    |

Ai clienti domestici risultano riferiti un totale di 29.524 contratti con un prelievo totale di 57.750 GWh nel 2018, risultando in una media di consumo per contratto di 1.956 kWh/annui.

## Distribuzione di prossima generazione
Un campo di ricerca attivo è quello che riguarda le cosiddette smart grid ovvero reti di distribuzioni elettriche intelligenti capaci di indirizzare altrove eventuali surplus energetici prodotti localmente tramite generazione distribuita, massimizzando così l'efficienza di produzione ed evitando sprechi. Questo è reso possibile da opportuni sistemi di automazione tramite software. Tali sistemi diventerebbero indispensabili nel caso la rete elettrica di distribuzione dovesse integrare ai suoi estremi grandi contributi di produzione da parte di fonti energetiche rinnovabili come eolico e fotovoltaico che hanno, a livello locale, caratteristiche intrinseche di intermittenza e variabilità di produzione.